# Megastes erythrostolalis
Megastes erythrostolalis là một loài bướm đêm trong họ Crambidae.